# Head Above Water Tour
Head Above Water Tour es la sexta gira de conciertos del artista franco-canadiense Avril Lavigne. La gira es para la promoción de su sexto álbum de estudio, Head Above Water lanzado en febrero de 2019. Comenzó el 14 de septiembre de 2019 en la ciudad de Seattle, Estados Unidos y finalizara el 22 de mayo de 2022 en Filipinas, ofreciendo un total de 19 conciertos en América del Norte y Asia. Debido a la pandemia de coronavirus de 2020, Lavigne canceló los conciertos que se iban a realizar en Europa y Asia , varios de ellos fueron reprogramados para principios de 2021 y mayo de 2022.

## Información
La gira "Head Above Water Tour" será la primera gira de Avril Lavigne después de 5 años sin realizar conciertos, a causa de la enfermedad de Lyme y su posterior tiempo de recuperación. Es por ello, que partes de las ganancias de los conciertos serán donadas para su fundación "The Avril Lavigne Foundation", la cual apoya a las personas que sufren dicha enfermedad u otras enfermedades graves. La cantante dio a conocer las primeras fechas a través de sus redes sociales el día 24 de junio de 2019.
A mediados de octubre de 2019, se publicaron las fechas de Europa que se realizarán entre el 13 de marzo y 6 de abril de 2020, inicialmente se habían agregado doce fechas para Europa, sin embargo, terminaron siendo dieciséis. La venta de entradas comenzó el 18 de octubre de 2019. El espectáculo en Italia se agotó en menos de 10 minutos, por lo que se tuvo que cambiar la ubicación del recinto. Los conciertos en Francia, Austria, Suiza, en Berlín Alemania y en Londres y Mánchester en Reino Unido, también se agotaron a las pocas horas de iniciarse la venta de entradas. La segunda semana de noviembre, Lavigne anunció las primeras fechas para Japón.

## Artistas invitados

### Teloneros
- Jagwar Twin.[21]

### Invitados
- Michael Clifford[22]

## Lista de canciones
El siguiente setlist se obtuvo del concierto del 14 de septiembre de 2019, realizado en Paramount Theatre en Seattle, Estados Unidos. No representa todos los conciertos de la gira.
| 1. «Head Above Water» 2. «My Happy Ending» 3. «Here's to Never Growing Up» 4. «What the Hell» 5. «Complicated» 6. «It Was in Me» 7. «Keep Holding On» 8. «Don't Tell Me» 9. «When You're Gone» | 1. «Hello Kitty» (instrumental) 2. «Girlfriend» 3. «Dumb Blonde» 4. «He Wasn't» 5. «Sk8er Boi» - Cierre 1. «I Fell in Love with the Devil» 2. «I'm with You» |

| Notas |
| --- |
| - Durante los conciertos en Portland y Oakland, «What the Hell» no formó parte del setlist. - Durante los conciertos en Oakland, Los Ángeles y Denver, Lavigne interpretó por primera vez «Breakaway», canción escrita por ella y primer sencillo del segundo álbum de estudio de Kelly Clarkson (2004). - Durante el concierto en Denver, Lavigne interpretó por primera vez «Warrior». A su vez, «It Was in Me» y «Don't Tell Me» no formaron parte del setlist. - Durante el concierto del 6 de octubre de 2019, en Toronto, Canadá. Lavigne cantó el tema «Sk8er Boi» junto al guitarrista Michael Clifford de la banda 5 Seconds of Summer. |

## Fechas
| Etapa 1 – América del Norte |                  |                |                                     |
| 14 de septiembre de 2019    | Seattle          | Estados Unidos | Paramount Theatre                   |
| 15 de septiembre de 2019    | Portland         | Estados Unidos | Keller Auditorium                   |
| 17 de septiembre de 2019    | Oakland          | Estados Unidos | Fox Oakland Theatre                 |
| 18 de septiembre de 2019    | Los Ángeles      | Estados Unidos | Greek Theatre                       |
| 21 de septiembre de 2019    | Denver           | Estados Unidos | Paramount Theatre                   |
| 24 de septiembre de 2019    | Minneapolis      | Estados Unidos | State Theatre                       |
| 26 de septiembre de 2019    | Chicago          | Estados Unidos | Chicago Theatre                     |
| 28 de septiembre de 2019    | Detroit          | Estados Unidos | Fox Theatre                         |
| 1 de octubre de 2019        | New York         | Estados Unidos | The Rooftop at Pier 17              |
| 3 de octubre de 2019        | Boston           | Estados Unidos | Orpheum                             |
| 5 de octubre de 2019        | Wallingford      | Estados Unidos | Toyota Oakdale Theatre              |
| 6 de octubre de 2019        | Toronto          | Canadá         | Sony Centre for the Performing Arts |
| 8 de octubre de 2019        | Pittsburgh       | Estados Unidos | Benedum Center                      |
| 9 de octubre de 2019        | Washington D. C. | Estados Unidos | The Theater at MGM National Harbor  |
| 11 de octubre de 2019       | Filadelfia       | Estados Unidos | Parx Casino and Racing              |

## Conciertos cancelados
| Europa y Asia        |            |                 |                                              |                      |
| 15 de marzo de 2020  | Milán      | Italia          | Lorenzini District                           | Pandemia de COVID-19 |
| 16 de marzo de 2020  | Milán      | Italia          | Lorenzini District                           | Pandemia de COVID-19 |
| 18 de marzo de 2020  | Bruselas   | Bélgica         | Forest National                              | Pandemia de COVID-19 |
| 19 de marzo de 2020  | Offenbach  | Alemania        | Stadhalle                                    | Pandemia de COVID-19 |
| 20 de marzo de 2020  | Ámsterdam  | Países Bajos    | AFAS Live                                    | Pandemia de COVID-19 |
| 22 de marzo de 2020  | Viena      | Austria         | Wiener Stadthalle                            | Pandemia de COVID-19 |
| 23 de marzo de 2020  | Praga      | República Checa | Tipsport Arena                               | Pandemia de COVID-19 |
| 26 de marzo de 2020  | París      | Francia         | Zénith de Paris                              | Pandemia de COVID-19 |
| 28 de marzo de 2020  | Berlín     | Alemania        | Knorkatorhalle                               | Pandemia de COVID-19 |
| 29 de marzo de 2020  | Colonia    | Alemania        | Palladium                                    | Pandemia de COVID-19 |
| 30 de marzo de 2020  | Múnich     | Alemania        | Zénith de Paris                              | Pandemia de COVID-19 |
| 1 de abril de 2020   | Londres    | Reino Unido     | O2 Brixton Academy                           | Pandemia de COVID-19 |
| 2 de abril de 2020   | Mánchester | Reino Unido     | O2 Apollo                                    | Pandemia de COVID-19 |
| 5 de abril de 2020   | Londres    | Reino Unido     | O2 Brixton Academy                           | Pandemia de COVID-19 |
| 6 de abril de 2020   | Londres    | Reino Unido     | O2 Brixton Academy                           | Pandemia de COVID-19 |
| 13 de marzo de 2020  | Dübendorf  | Suiza           | Samsung Hall                                 | Pandemia de COVID-19 |
| 23 de abril de 2020  | Shenzhen   | China           | Centro de Deportes de la Bahía               | Pandemia de COVID-19 |
| 25 de abril de 2020  | Foshan     | China           | GBA International Sports and Cultural Center | Pandemia de COVID-19 |
| 27 de abril de 2020  | Shanghái   | China           | Mercedes-Benz Arena                          | Pandemia de COVID-19 |
| 29 de abril de 2020  | Nankín     | China           | Centro Deportivo Olímpico                    | Pandemia de COVID-19 |
| 28 de enero de 2021  | Tokio      | Japón           | Tokyo Garden Theater                         | Pandemia de COVID-19 |
| 29 de enero de 2021  | Tokio      | Japón           | Tokyo Garden Theater                         |                      |
| 31 de enero de 2021  | Nagoya     | Japón           | Aichi Sky Expo                               |                      |
| 2 de febrero de 2021 | Osaka      | Japón           | Osaka-jō Hall                                |                      |
| 9 de febrero de 2021 | Hong Kong  | Hong Kong       | AsiaWorld–Expo                               |                      |
| 22 de mayo de 2022   | Manila     | Filipinas       | Coliseo Smart Araneta                        |                      |